# Canto de Aryador
El «Canto de Aryador» (titulado originalmente en inglés, «A Song of Aryador») es un poema del escritor británico J. R. R. Tolkien, publicado de forma póstuma por su tercer hijo y principal editor de sus obras, Christopher Tolkien, en la primera parte de El libro de los cuentos perdidos. 
Según las notas que dejó J. R. R. Tolkien, el poema fue escrito el 12 de septiembre de 1915 en un campamento militar próximo a la ciudad de Lichfield (Staffordshire, Inglaterra), donde el autor se encontraba prestando servicio al Ejército Británico en la Primera Guerra Mundial. Como era habitual en él por aquella época, en una de las dos copias que realizó anotó junto al título original su traducción en anglosajón: «Án léoþ Éargedores». La única diferencia existente entre ambas copias, una escrita a mano y otra mecanografiada, era la corrección del artículo «él» por «ella» en referencia al Sol, pues éste tiene género femenino en el legendarium del autor.
El poema trata sobre las tierras de Aryador (traducido como ‘tierra de la sombra’ o ‘lugar de la sombra’ del ilkorin), nombre que los hombres daban a Hithlum en las historias originales del legendarium.